# 스즈키 RG150

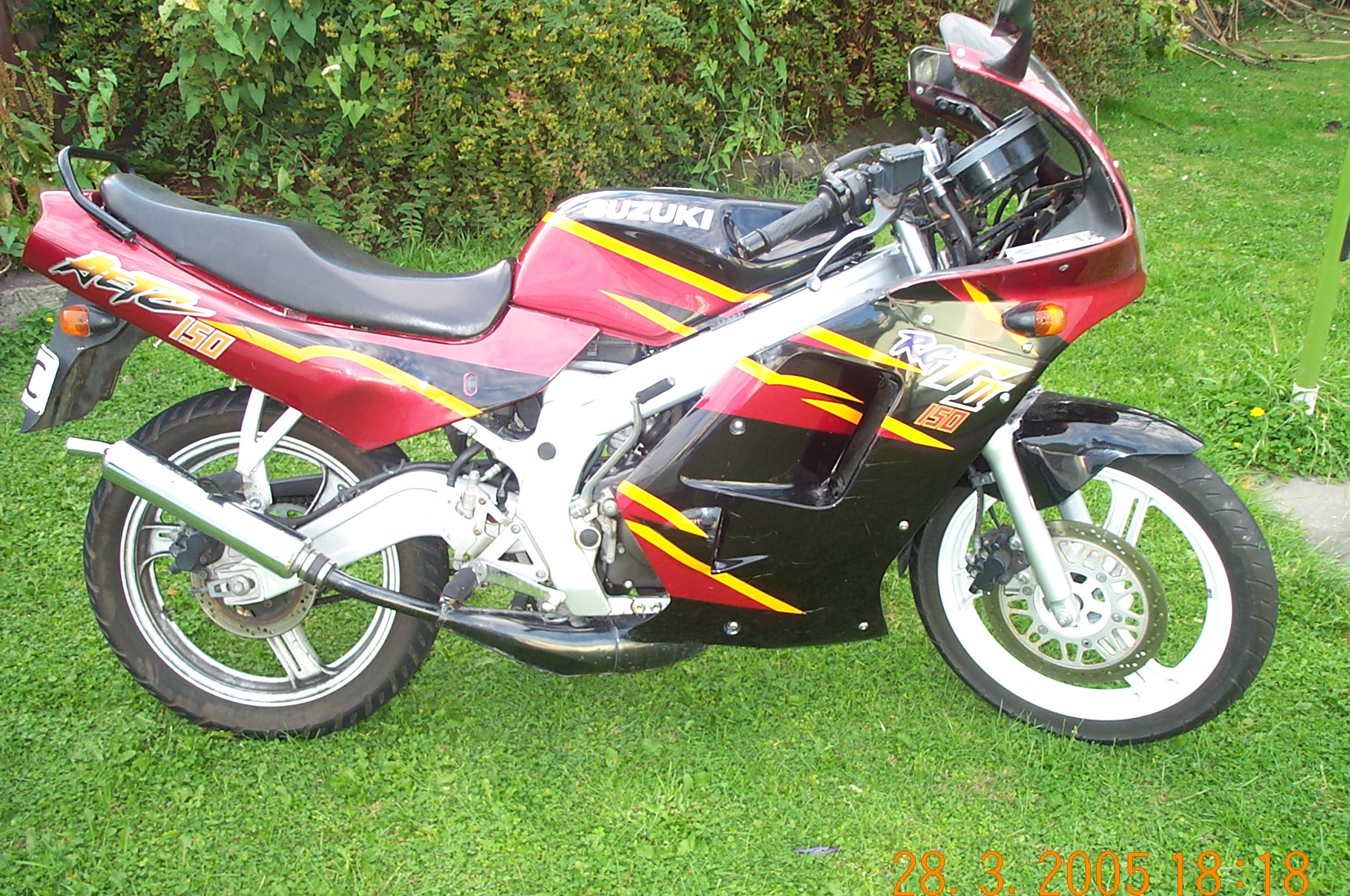
1998년 RG150

스즈키 RG 150 감마(영어: Suzuki RG150 Gamma)는 1992년부터 2000년까지 주로 태국의 스즈키에서 생산되었던 148 cc 2행정 모터사이클이다. 1998년에는 모터트렌드 잡지에서 1998년 최고의 신형 모터사이클 2위로 선정되었다.

## 개요
RG 150 감마의 프레임은 상자형 강철로 만들어졌으며 바나나 모양의 후방 스윙암을 가지고 있었다. 후방에는 단일 모노 쇼크와 단일 디스크 브레이크가 장착되었다. 전방 서스펜션은 전통적인 텔레스코픽 포크(사전 하중 조절 가능)였으며, 역시 단일 디스크 브레이크가 있었고, 휠은 삼발이 엔케이 마그 타입 휠이었다. 엔진은 킥 스타터가 장착된 6단 근접 기어비 변속기와 결합된 단일 실린더 수랭식 2행정 기관이었다. 엔진은 AETC (자동 배기 타이밍 제어) 기능을 갖추고 있었는데, 이는 기본적으로 엔진의 배기 포트에 있는 밸브이다. 낮은 RPM에서는 배기 가스를 제한하여 엔진이 더 많은 돌림힘을 생성하게 했고, 높은 RPM (약 7,800 rpm)에서는 열려서 최고 출력을 증가시켰다. 배기 장치에는 더 나은 최고 출력을 제공하기 위한 확장 챔버도 있었다. 최대 출력은 엔진 크랭크에서 37 HP/10,800 rpm이었으며, 최고 속도는 180 km/h (110 mph)로 제한되었지만 (우회 가능), 기어비로 인해 최고 기어에서 모터가 회전수 제한기에 도달할 수 있었다. 이러한 개조된 모터사이클은 200km/h를 초과하는 것으로 알려져 있다. 이 지점에서 기어는 물리적 한계에 도달한다.
이 바이크는 이런 작은 바이크에는 드물게 풀 페어링을 특징으로 했다.

## 제원
| 모델                 | RG 150 감마                                 |
| -------------------- | ------------------------------------------- |
| 배기량               | 148 cm3                                     |
| 보어 x 스트로크 (mm) | 61 mm x 50.6 mm                             |
| 실린더               | 단일 실린더                                 |
| 엔진                 | 수랭식, 2행정, AETC (자동 배기 타이밍 제어) |
| 출력                 | 37 HP (27.5 kW)/10,800 rpm                  |
| 무게                 | 128 kg (건조 중량)                          |
| 구동 방식            | 체인                                        |
| 전방 타이어          | 90/90×17                                    |
| 후방 타이어          | 110/90×17                                   |

## 변형 모델
RG 150 감마가 생산되던 시기에 RGV 150도 함께 출시되었는데, 이는 공랭식 엔진, 스포크 휠, 전방에만 디스크 브레이크가 장착되고 파워밸브 AETC (자동 배기 타이밍 제어)가 없는 저가형 모델이었다. 스즈키 FXR150이 RG 150 감마와 RGV 150을 대체했다. 두 RG150 모델 (RG150E와 RG150ES) 사이에서 시트 디자인이 약간 변경되었는데, 'S'는 스포츠 버전을 의미한다. 위 사진은 바이크의 'E' 버전이다.
유럽 시장에는 RG 150 감마와 거의 동일하지만 123 cc 엔진을 장착한 RG 125가 출시되었으며, 엔진 디자인은 RG 150 감마와 같았다. 영국 RG 125는 또한 스토크에 장착된 방향 지시등과 도립식 전방 포크를 가지고 있었다.
RG 125 Fun은 GSXR 역방향 전방 포크를 가지고 있다.
RGV 250과 마찬가지로 하나의 브레이크 디스크만 있었고 (두 번째 브레이크 디스크 장착 가능)
흥미롭게도 RG 150 감마 실린더는 RGV 250 VJ22에도 장착할 수 있었다. 이렇게 하면 배기량이 300cc가 된다. 페어링은 RGV 250과 거의 동일하다.